# Držkov
Držkov – gmina w Czechach, w powiecie Jablonec nad Nysą, w kraju libereckim.
1 stycznia 2017 gmina liczyła  597 mieszkańców o średnim wieku 41,6 lat.